# アメリカ合衆国国務省アフリカ局

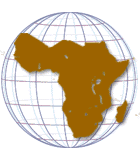
アフリカ局

アメリカ合衆国国務省において、アフリカ局（あふりかきょく、Bureau of African Affairs）は、アフリカ地域に関する政治的問題に対処し、これらの地域の国々と合衆国との間の外交関係および外交政策を扱う行政機関である。国務次官（政治担当）の管轄下にあり、国務次官補（アフリカ担当）が監督責任を負う。

## 担当する国と地域
- アンゴラ
- ウガンダ
- エスワティニ（スワジランド）
- エチオピア
- エリトリア
- ガーナ
- カーボベルデ
- ガボン
- カメルーン
- ガンビア
- ギニア
- ギニアビサウ
- ケニア
- コートジボワール
- コモロ
- コンゴ共和国
- コンゴ民主共和国

- サントメ・プリンシペ
- ザンビア
- シエラレオネ
- ジブチ
- ジンバブエ
- スーダン
- 赤道ギニア
- セーシェル
- セネガル
- ソマリア
- タンザニア
- 中央アフリカ
- チャド
- トーゴ
- ナイジェリア
- ナミビア
- ニジェール

- ブルキナファソ
- ブルンジ
- ベナン
- ボツワナ
- マダガスカル
- マラウイ
- マリ共和国
- 南アフリカ共和国
- 南スーダン
- モザンビーク
- モーリシャス
- モーリタニア
- リベリア
- ルワンダ
- レソト

（五十音順）